# Комаров (Волгоградская область)
Комаров — хутор в Чернышковском районе Волгоградской области, в составе Тормосиновского сельского поселения.
Население — 28 (2010)

## История
Хутор относился к юрту станицы Нагавской Второго Донского округа Земли Войска Донского (с 1870 года — Область Войска Донского). Хутор Комаров впервые обозначается на Подробной карте Земли Войска Донского 1822 года.  Согласно Списку населённых мест Земли Войска Донского, в 1859 году на хуторе Комаровском проживало 105 мужчин и 113 женщины. Согласно переписи населения 1897 года на хуторе проживало 174 мужчины и 173 женщины, из них грамотных: мужчин — 43, женщин — нет.
Согласно алфавитному списку населённых мест Области войска Донского 1915 года на хуторе проживали 216 мужчин и 222 женщины, имелось хуторское правление
В 1921 году в составе юрта станицы Нагавской включён в состав Царицынской губернии. С 1928 года — в составе Котельниковского района Сталинградского округа (округ ликвидирован в 1930 году) Нижневолжского края (с 1934 года — Сталинградский край. Хутор являлся центром Комаровского сельсовета. В 1935 году Комаровский сельсовет включён в состав Тормосиновского района. В том же году передан в административное подчинение Верхне-Курмоярского района Сталинградского края (с 1936 года — Сталинградской области). В 1950 году в связи с ликвидацией Верхне-Курмоярского района Комаровский сельсовет передан в состав Нижне-Чирского района области
В составе Чернышковского района — с 1964 года, в составе Тормосиновского сельского поселения — с 2005 года

## Физико-географическая характеристика
Хутор расположен в степи, в пределах неглубокой ложбины, рассекающей юго-восточную часть Цимлянских песков. В ложбине имеются небольшие пересыхающие озерца. Цимлянские пески частично закреплены. Центр хутора расположен на высоте около 40 метров над уровнем моря. Почвы — каштановые и тёмно-каштановые солонцеватые и солончаковые. Хутор находится в границах особо охраняемой природной территории — природного парка «Цимлянские пески».
По автомобильным дорогам расстояние до областного центра города Волгограда составляет 250 км, до районного центра посёлка Чернышковский — 85 км, до административного центра сельского поселения хутора Тормосин — 45 км. Ближайшие населённые пункты — хутора Семёнов (4,5 км) и Минаев (3 км).
Часовой пояс
Комаров, как и вся Волгоградская область, находится в часовой зоне МСК (московское время). Смещение применяемого времени относительно UTC составляет +3:00.

## Население
Динамика численности населения
| 1859 | 1873 | 1897 | 1915 |
| ---- | ---- | ---- | ---- |
| 218  | 257  | 347  | 438  |

| 2010 |
| ---- |
| 28   |